# Brandon Nimmo
Brandon Nimmo (Cheyenne, Wyoming, 27 de marzo de 1993) es un jugador profesional estadounidense de béisbol que se desempeña en la posición de jardinero izquierdo en New York Mets, equipo de las Grandes Ligas de Béisbol (MLB).

## Carrera
Fue seleccionado en la primera ronda en el Draft de la MLB de 2011. En 2016 hizo su debut profesional con el equipo New York Mets, donde lleva jugando nueve temporadas.